# Lestes virens
Lestes virens е вид водно конче от семейство Lestidae. Видът не е застрашен от изчезване.

## Разпространение и местообитание
Разпространен е в Австрия, Азербайджан, Албания, Алжир, Армения, Афганистан, Беларус, Белгия, Босна и Херцеговина, България, Великобритания, Германия, Грузия, Гърция (Егейски острови), Дания, Естония, Израел, Иран, Испания, Италия (Сардиния и Сицилия), Казахстан, Киргизстан, Латвия, Ливан, Литва, Люксембург, Мароко, Нидерландия, Полша, Португалия, Северна Македония, Румъния, Русия, Сирия, Словакия, Словения, Сърбия, Таджикистан, Турция, Узбекистан, Украйна (Крим), Унгария, Франция (Корсика), Хърватия, Черна гора, Чехия, Швейцария и Швеция.
Среща се на надморска височина от 6,8 до 58,6 m.

## Описание
Популацията на вида е стабилна.